# Трофименко, Павел Александрович
Па́вел Алекса́ндрович Трофиме́нко (1859 — 6 апреля 1917) — земский деятель, депутат Государственной думы II созыва от Черниговской губернии.

## Биография
Национальность определял как «малоросс», то есть украинец. Дворянин. Отец Александр Герасимович Трофименко служил мировым судьёй Глуховского уезда Черниговской губернии, позднее земский начальник в том же уезде. Мать — Васса Никифоровна Рыбальская-Бутевич, урождённая Шостак. Семья А. Г. Трофименко владела четырьмя деревянными домами в Глухове, 480 десятинами на дачах в Глухове, сёлах Берёзы и Чернево и селитренным заводом.  
Окончил Глуховскую прогимназию. Во второй половине 1870-х годов учился два года в Харьковском ветеринарном институте. Но за участие в студенческих беспорядках в ноябре 1878 года предан институтскому суду. Институтский суд исключил Трофименко как «оказавшегося главным зачинщиком и двигателем беспорядков, отличавшимся своим крайне дурным поведением и испорченною нравственностью» с лишением навсегда права поступать в высшие учебные заведения.  15 сентября 1879 года по требованию начальника Черниговского жандармского управления обыскан в Глухове вместе с братом. Обыск был следствием доноса о принадлежности братьев П. А. и М. А. Трофименко к тайному кружку, организованному летом того же года в Глухове. В 1880 года уехал в Москву для сдачи экзаменов в университет, но поступил в Петровскую сельско-хозяйственную и лесную академию. В июле 1881 года жил в селе Батищево Дорогобужского уезда Смоленской губернии у А. Н. Энгельгардта.  

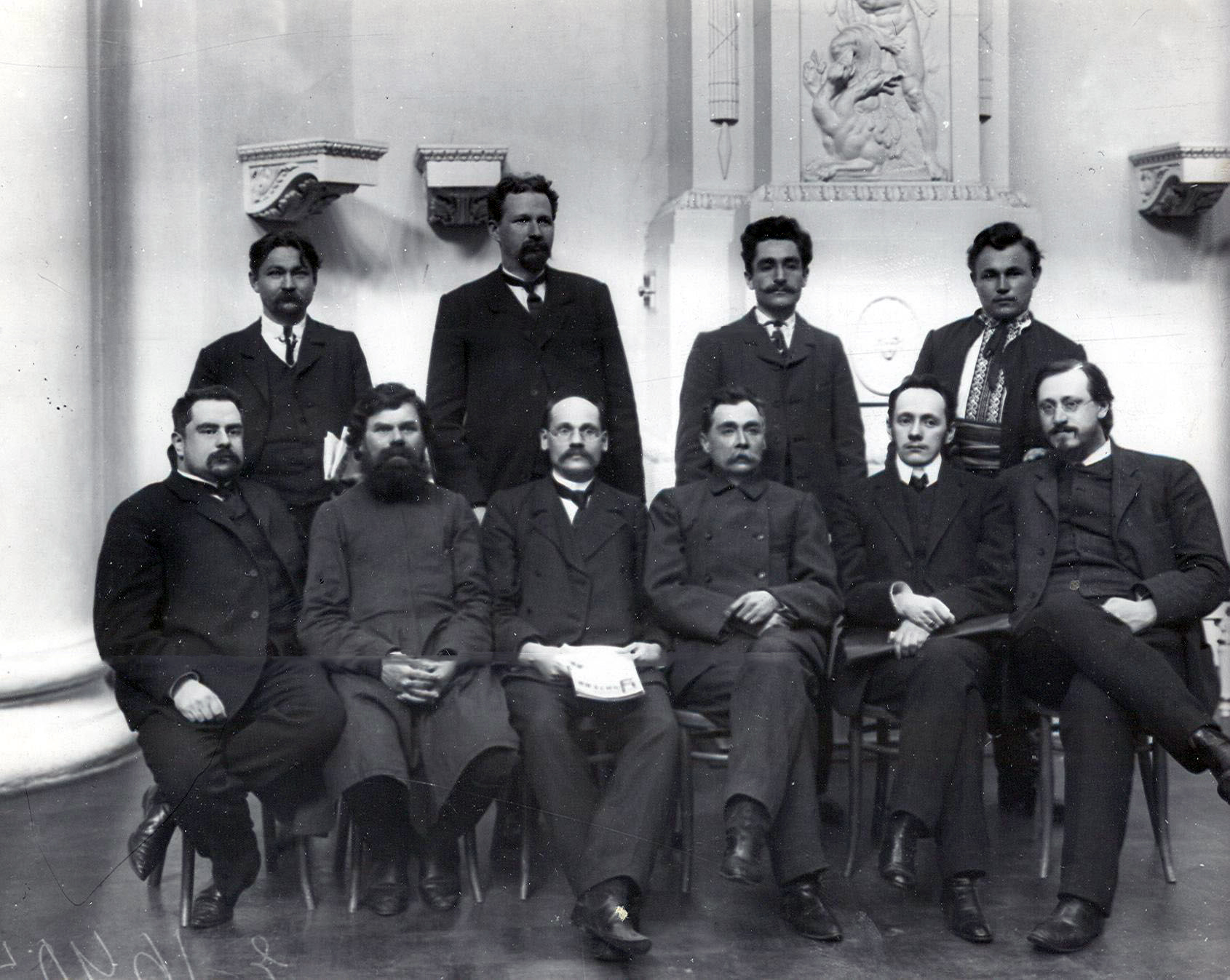
Члены Государственной Думы II созыва от Черниговской губернии. Стоят: Н. В. Дементьев, Н. К. Рубисов, Ф. И. Приходько, В. И. Хвост; сидят: П. П. Юренев, Т. С. Веремеенко, А. Г. Лосик, П. А. Трофименко, М. А. Искрицкий, В. В. Волк-Карачевский

Окончил Петровскую земледельческую и лесную академию. С апреля 1890 года Канцелярский служитель Корлевской Дворянской опеки. Затем был гласным Глуховской городской думы, позднее служил председателем земской управы.  Владел малобойным и крупорушечными заводами. Занимался сельским хозяйством на собственной  земле площадью 700 десятин в имении села Берёзы,там же был разбит сад на 15 десятинах. П. А. Трофименко, используя знания полученные в Петровской академии, со своим садом и хозяйствоми управлялся сам, не имея садовника и механиков (приказчики в хозяйстве были). 
В 1905 году вместе со своими сыновьями Александром и Михаилом вошёл в Глуховскую ячейку партии эсеров. На маслобойный завод Трофименки каждый день  более 100 крестьян привозили своё молоко. Этим П. А. Трофименко воспльзовался для агитации, его авторитет был настолько велик, что во время проправительственной демонстрации 30 человек крестьян из окрестных сёл пришли, вооружившись топорами, охранять его дом. В доме Трофименко часто происходили подозрительные, с точки зрения полиции, сборища. В ночь с 1-го на 2 марта 1906 года у него был проведён обыск. Ничего предосудительного найдено не было, даже никакой частной переписки. Тем не менее Павел Александрович и его сын Михаил были арестованы   помещёны в Кролевецкую тюрьму. Так как в течение месяца полиция не смогла доказать причастность отца и сына Трофименок к революционной деятельности, 31 марта 1906 года из-под стражи они были освобождены.  Но за ними был установлен негласный полицейский надзор.
Ко времени выборов в Государственную Думу числился беспартийным, но был близок к партии «Народной свободы». 7 февраля 1907 избран во Государственную думу II созыва от общего состава выборщиков Черниговского губернского избирательного собрания. Вошёл в состав Конституционно-демократической фракции.
В 1910-е годы являлся Почётным членом общества вспомоществования бедным ученикам Глуховской гимназии.
Скончался в Глухове 6 апреля 1917 года от паралича мозга. Похоронен на Вознесенском кладбище. Могила не сохранилась.

## Семья
- Жена — Екатерина Васильевна Трофименко, урождённая ?, проживала с Павлом Александровичем в Глухове, в семье было 10 человек детей[1]. Известны имена троих[a]:
  - Сын —  Александр Павлович Трофименко (1 сентября 1884—после 1946), революционер, выпускник Женевского университета, химик[7]. В 1917 году занимал должность Глуховского уездного комиссара Временного Правительства[8].
  - Сын —  Михаил Павлович Трофименко (1 сентября 1885—после 1913), революционер, участник похищения с целью выкупа Богдана Юзбашева[b], сына состоятельного тифлисца, скрылся за границей, коллега отца по Черниговскому земству Н. П. Маркович хлопотал о разрешении для Михаила вернуться в Россию, но безуспешно. Был женат, имел ребёнка[11]. Рано умер от туберкулёза[12].
  - Дочь — Мария Павловна Трофименко (1889—после 1915), в 1907-1908 годах главная руководительница Украинского кружа партии эсеров в Глухове, распространяла орган заграничной группы партии "Спилка" ежемесячник "Правда"[3]
- Брат — Михаил, в 1871 году окончил Новгород-Северскую гимназию. В середине 1870-х годов — студент Петербургского университета. В 1875 году жил в Петербурге вместе со своим товарищем по гимназии Н. И. Кибальчичем; был вместе с ним обыскан. Около 15 сентября 1879 года в Глухове снова был обыскан по распоряжению начальника Черниговского губернского жандармского управления, основанном на доносе о том, что он состоит вместе с братом участником тайного кружка, организованного в Глухове летом того же 1879 года[13].

### Архивы
- Российский государственный исторический архив. Фонд 1278. Опись 1 (2-й созыв). Дело 439; Дело 608. Лист 13 оборот
- Дело министерства юстиции, II угол. отдел., № 7928 (1879).

## Комментарии
1. ↑  Известны имена двоих учеников  Глуховской мужской имназии, которые могли бы быть детьми Павла Александровича. Это Николай[4] и Сергей Трофименки[5]. Но Трофименко распространённая украинская фамилия и утверждать, что это сыновья Павла Александровича без дополнительных доказательств нельзя. Например, в те же годы  в Глуховской женской гимназии училась Елена Макарьевна Трофименко, дочь крестьянина села Слоута Макара Дмитриевича Трофименко, однофамильца Павла Александровича[6]
2. ↑  Речь идёт о Богдане Давидовиче Юзбашеве (1890—16.04.1966, Париж), сыне нефтпромышленника Давида Богдановича Авана-Юзбаша хана Сагнакского (1853—1940)[9]. 16 января 1908 года была обнаружена пропажа этого 18-летнего юноши. Сначала неизвестные предлагали отцу за 10 тысяч рублей разыскать сына. 26 января похитители явились к Юзбашеву-старшему и предложили вернуть ему сына за 60 000 рублей, отец имел при себе только 20. 9 февраля Богдан был отпущен. Выяснилось, что 15 января четверо неизвестных вскочили в фаэтон, в котором ехал Богдан Юзбашев.  Переправившись вместе с ним через Куру, похитители в течение трёх недель удерживали Богдана в уединенной хижине в горах. Затем ночью 10 февраля его вывезли на Военно-грузинскую дорогу,  довезли до разгонной почты, а оттуда велели ехать, не оглядываясь, домой[10]. В дальнейшем Богдан поручик 13-го лейб-гренадерского Эриванского полка, участник Первой мировой войны 1914–1918 годов,  кавалер орденов Св. Анны 2-й степени и Св. Георгия 4-й степени.